# Lamarckia
Lamarckia Moench é um género botânico pertencente à família Poaceae.

## Sinônimos
- Achyrodes Boehm. (SUS)
- Chrysurus Pers. (SUS)
- Lamarkia Moench (SUO)